# Mezinárodní eucharistický kongres

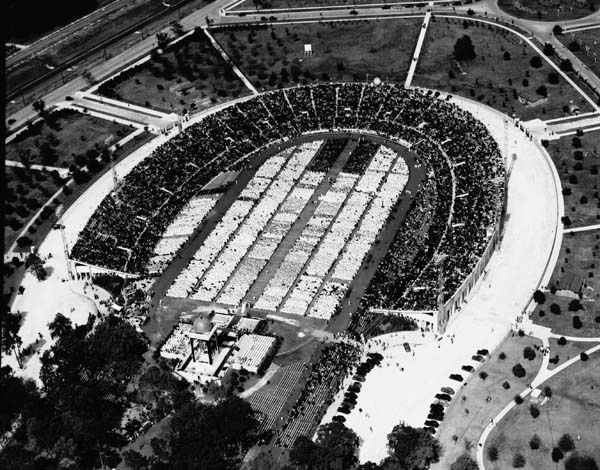
City Park Stadium v New Orleans během mezinárodního eucharistického kongresu v roce 1938

Mezinárodní eucharistický kongres je událost pořádaná římskokatolickou církví. Jedná se o jeden z nejmladších projevů eucharistické úcty mimo mši. Kořeny eucharistických kongresů sahají do druhé poloviny 19. století do Francie. V současné době se mezinárodní eucharistické kongresy pořádají každé čtyři roky. Zatím poslední (50.) se uskutečnil v červenci 2012 v irském Dublinu, další se má konat roku 2016 v Cebu na Filipínách.

## Počátky eucharistických kongresů
Vznik eucharistických kongresů a jejich rozšíření je úzce spojen s osobou Emilie Tamisiérové (1834–1910). Tamisiérová svou myšlenku konání eucharistických setkání začala prosazovat v 70. letech 19. století. Brzy jí podpořili někteří lidé z řad kléru i laiků. První eucharistický kongres, ještě místního charakteru, se konal v roce 1874 v Avignonu. O dva roky později už byl charakter setkání mezinárodní.
Situaci rozvíjejících se eucharistických kongresů však zkomplikovaly politické okolnosti ve Francii. Po neúspěšném monarchistickém převratu v roce 1877 zažívala tamější církev těžší časy, neboť monarchisté byli spojování právě s ní.

### Papežské schválení a první mezinárodní eucharistický kongres
Myšlenku konání eucharistických kongresů pomáhali Tamisiérové prosazovat zejména biskup Dubios z Galvestonu v Texasu a pařížský biskup de Ségur. Společně se zasadili o poslání dopisu papeži Lvu XIII., který podepsalo dalších 500 věřících. Lev XIII. byl myšlence konání kongresů nakloněn a bulou z 29. dubna 1879 ideu konání mezinárodních eucharistických kongresů podpořil. Vznikly první návrhy mezinárodního eucharistického kongresu, který Lev XIII. schválil, a který se nakonec uskutečnil v Lille v roce 1881. Tématem bylo „Eucharistie spasí svět.“

## Místa konání
Rozsah eucharistických kongresů rok od roku rostl a účastnilo se jich stále větší množství lidí. Z počátku se, až na výjimky, eucharistické kongresy konaly výhradně ve Francii a Belgii. Během pontifikátu Pia XI. se však začaly přesouvat po celém světě. 19. kongres v roce 1908 se konal v Londýně, 21. v roce 1910 v Montrealu. Postupem let se eucharistické kongresy dostaly i do Jižní Ameriky, Indie, tichomoří apod.

## Myšlenky a zásady eucharistických kongresů
Během již téměř padesáti mezinárodních eucharistických kongresů byla probírána rozličná témata.
Z počátku byly kongresy zaměřeny na reálnou přítomnost Ježíše Krista v eucharistii, později se důležitým stalo uplatňování učení Pia X. z jeho dvou dekretů – časté přijímání věřících a přijímání dětí. Např. ve Vídní v roce 1912 během kongresu přistoupilo ke svému prvnímu svatému přijímaní 1 000 000 dětí, které byly připravovány různými eucharistickými společnostmi.
Za pontifikátu Pia XI. (1922–1939) se eucharistické kongresy zaměřily na misijní dimenzi a expanzi do všech obydlených kontinentů.
Později se témata zajímala o společenství univerzální církve, mariánskou tematiku či ekumenismus a mezináboženský dialog.
Zásahy a pohled na kongresy byly později formulovány i různými dokumenty: konstitucí II. vatikánského koncilu Sacrosanctum koncilium (1963), instrukcí Eucharisticum mysterium (1967, čl. 67), rituálem De sacra communione et de cultu mysterii eucharistici extra Missam (1963, čl. 109–112) a nakonec také instrukcí Redemptionis sacramentum z roku 2004.

## Organizační struktury
Existují taktéž stále organizační struktury, které se podílejí na konání kongresů. Jedná se o stálé Pontifikální komité pro mezinárodní eucharistické kongresy. Titul pontifikální mu byl udělen Janem Pavlem II. v roce 1986 po novelizaci stanov. Jinak komité zřídil již Lev XIII. v roce 1879. Komité má zkoumat návrhy měst ke konání kongresů, které poté předkládá papeži. Následně se komité stará o vybrání tématu a programu, které nakonec také schvaluje papež. V čele komité stojí prezident, jímž je od 15. října 2001 kardinál Jozef Tomko.
Vedle komité existuje i úřad národního delegáta, kterého jmenuje biskupská konference. Ten má dbát na pastorační aspekty eucharistické úcty a není tak zaměřen jen k přípravě kongresu, ale jeho úloha je dlouhodobá. Eventuálně se taktéž stará o přípravu národních a diecézních kongresů.